# Campeonato de Primera División 1942 (Venezuela)
El Campeonato de Primera División de Venezuela de fútbol en 1942 fue el XXII del torneo (que entonces era "amateur").

## Historia
El Campeonato fue disputado -como el anterior del 1941- por los mismos seis equipos (Litoral OSP, Dos Caminos Sport Club, Deportivo Español, Unión Sport Club, Loyola Sport Club y Deportivo Venezuela) y fue ganado por el Dos Caminos Sport Club, seguido por el Loyola SC.
El Dos Caminos había llegado segundo en el campeonato anterior, pero esta vez logró ser primero (aunque con muchas dificultades).
El equipo venezolano del campeón Dos Caminos estaba al mando del famoso centrocampista José Ardila y estaba constituido por los siguientes jugadores:
1. Teodardo "Chino" Marcano
2. José Luis Candiales
3. Fernando Ríos
4. José María Ardila
5. Hernán Mujica
6. Francisco Marcano
7. Carlos Feo
8. Reinaldo Febres Cordero
9. Félix Ochoa
10. Roberto Andara
11. Graciano Castillo

El equipo de la "nacional" de Venezuela en 1939, 1940, 1941 y 1942 estaba hecho por muchos de los jugadores de este equipo de los Dos Caminos.
El subcampeón Loyola SC ganó ese año la Copa Venezuela y repitió abrumadoramente en 1943.